# 莫尔桑克斯
莫尔桑克斯（法語：Morcenx，法語發音：[mɔʁsɛ̃ks]）是法国朗德省的一个旧市镇，属于蒙德马桑区。2019年，莫尔桑克斯与临近的3个市镇合并为新市镇新莫尔桑克斯，莫尔桑克斯为新市镇行政中心。

## 地名
该地名“Morcenx”发音为[mɔʁsɛ̃ks]，字母“x”发音为/ks/而非/s/，《世界地名翻译大辞典》与《世界地名译名词典》将其误译作“莫尔桑斯”。

## 地理
莫尔桑克斯（44°1'59"N, 0°54'53"W）面积62.08 平方千米，位于法国新阿基坦大区朗德省，该省份为法国西南部沿海省份，是法國本土面积第二大的省，北起吉倫特省，西临大西洋，南至大西洋比利牛斯省，东临热尔省，东北与洛特-加龍省接壤。
与莫尔桑克斯接壤的市镇（或旧市镇、城区）包括：阿朗戈斯、阿尔瑞藏、加罗斯、里永德朗德、萨布尔、索尔费里诺、里永德朗德。
莫尔桑克斯的时区为UTC+01:00、UTC+02:00（夏令时）。

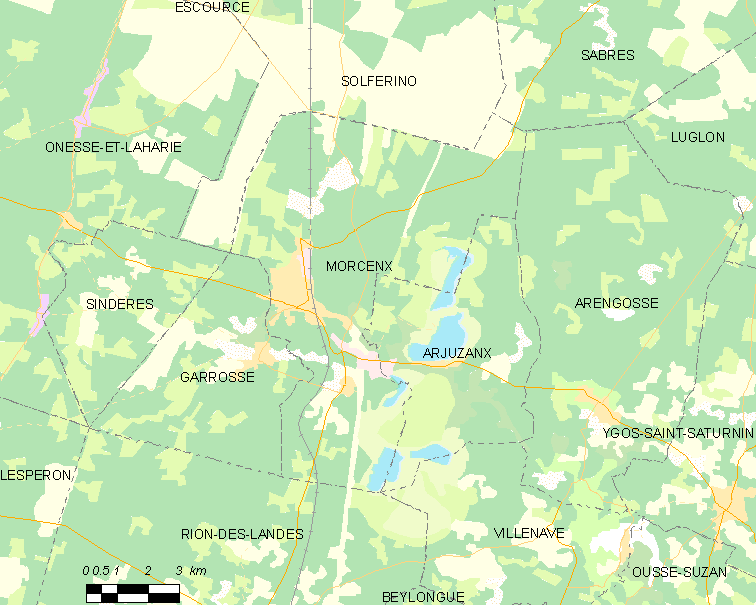
莫尔桑克斯的OSM定位图

## 行政
莫尔桑克斯的邮政编码为40110，INSEE市镇编码为40197。

## 政治
莫尔桑克斯所属的省级选区为莫尔桑克斯-塔尔塔斯地区县。

## 人口

1962-2008年间莫尔桑克斯人口变化图示

莫尔桑克斯于2015时的人口数量为4415人。